# Italienische Badminton-Mannschaftsmeisterschaft 2012
Die Italienische Badminton-Mannschaftsmeisterschaft der Saison 2011/2012 gewann das Team von Mediterranea Badminton.

## Endstand Hauptrunde
| Platz | Team                | Punkte | Spiele | G | V | Spielpunkte |    |    | Sätze |    | Bälle |      |
| ----- | ------------------- | ------ | ------ | - | - | ----------- | -- | -- | ----- | -- | ----- | ---- |
| 1     | Diesse Mediterranea | 49     | 9      | 8 | 1 | 45          | 41 | 4  | 82    | 11 | 1888  | 1172 |
| 2     | BC Milano           | 48     | 9      | 9 | 0 | 45          | 39 | 6  | 81    | 13 | 1898  | 1156 |
| 3     | Fenice FZ           | 32     | 9      | 7 | 2 | 45          | 25 | 20 | 50    | 42 | 1519  | 1510 |
| 4     | Acqui Badminton     | 32     | 9      | 6 | 3 | 45          | 26 | 19 | 57    | 41 | 1834  | 1480 |
| 5     | Boccardo B. Novi    | 23     | 9      | 4 | 5 | 45          | 19 | 26 | 40    | 58 | 1510  | 1761 |
| 6     | Lazio Rom           | 21     | 9      | 3 | 6 | 45          | 18 | 27 | 39    | 60 | 1547  | 1844 |
| 7     | SSV Bozen           | 20     | 9      | 3 | 6 | 45          | 17 | 28 | 39    | 56 | 1533  | 1633 |
| 8     | SV Kaltern          | 20     | 9      | 3 | 6 | 45          | 17 | 28 | 37    | 59 | 1628  | 1752 |
| 9     | Frecce Azzurre      | 19     | 9      | 2 | 7 | 45          | 17 | 28 | 38    | 62 | 1527  | 1759 |
| 10    | Pol. The Stars      | 6      | 9      | 0 | 9 | 45          | 6  | 39 | 19    | 79 | 1309  | 1991 |